# Андрейчев, Михаил Иванович
Михаил Иванович Андрейчев (25 декабря 1925 года, д. Узуновка, Михайловский уезд, Рязанская губерния — 10 ноября 2013 года, Железнодорожный, Россия) — герой Великой Отечественной войны, полный кавалер ордена Славы, русский, полковник.

## Биография
Родился 25 декабря 1925 года в д. Узуновка Михайловского уезда Рязанской губернии в семье крестьянина.
Окончил 10 классов. Работал в колхозе.
В Красной Армии с 1943 г.
На фронте в Великую Отечественную войну с сентября 1943 г.
21 марта 1944 года у д. Старина Могилёвской области наводчик ПТР ефрейтор Андрейчев был ранен, но не оставил поля боя и продолжал выполнять боевую задачу; гранатой поразил 5 солдат врага, за что был награждён орденом славы 3-й степени.
16 августа 1944 года у д. Бояры Гродненской области Гвардии рядовой Андрейчев первым ворвался во вражескую траншею и ликвидировал 4 солдат, а также подавил огневую точку, за что был награждён орденом славы 3-й степени (27.02.1958 г. перенаграждён орденом Славы 1 степени)
Командир отделения 252-го гвардейского стрелкового полка сержант Андрейчев в ночь на 25 января 1945 года близ г. Гумбиннен, с отделением отразил 3 контратаки противника и уничтожил до взвода гитлеровцев.
Лично Андрейчев подбил БТР, чем способствовал выполнению боевой задачи ротой, за что был награждён Орденом Славы 2-й степени.
В 1947 г. окончил Рижское военно-политическое училище, а в 1976 г. Андрейчев уволен в запас в звании полковника.
Жил в городе Железнодорожный.
Работал инженером на Московском электроламповом заводе.
Скончался 10 ноября 2013 года.

## Награды
- Орден Отечественной войны I степени[7]
- Орден Отечественной войны II степени[8](8 сентября 1944[9])
- орден Славы 3 степени (5.04.1944);
- орден Славы 2 степени (30.03.1945);
- орден Славы 1 степени (27.02.1958), перенаграждён со вторичного ордена Славы 3-й степени от 25 сентября 1944 года;
- Медаль Жукова[10]
- Медаль За отвагу (1943)
- Медаль «За боевые заслуги»
- Медаль «В ознаменование 100-летия со дня рождения Владимира Ильича Ленина» (6 апреля 1970[11])
- Медаль «За победу над Германией в Великой Отечественной войне 1941—1945 гг.» (9 мая 1945[12])
- Юбилейная медаль «Двадцать лет Победы в Великой Отечественной войне 1941—1945 гг.» (7 мая 1965[13])
- Юбилейная медаль «Тридцать лет Победы в Великой Отечественной войне 1941—1945 гг.»[14]
- Медаль «Сорок лет Победы в Великой Отечественной войне 1941-1945 гг.»[15]
- Юбилейная медаль «50 лет Победы в Великой Отечественной войне 1941—1945 гг.»[16]
- Медаль «За взятие Кёнигсберга»[17] (9 июня 1945[18])
- Медаль «Ветеран Вооружённых Сил СССР»
- Медаль «30 лет Советской Армии и Флота».[19]
- Юбилейная медаль «40 лет Вооружённых Сил СССР»[20]
- Юбилейная медаль «50 лет Вооружённых Сил СССР» (26 декабря 1967[21])
- Юбилейная медаль «60 лет Вооружённых Сил СССР» (28 января 1978[22])
- Юбилейная медаль «70 лет Вооружённых Сил СССР» (28 января 1988[23])
- Медаль «За безупречную службу» I степени
- Знак «Гвардия»
- Знак МО СССР «25 лет Победы в Великой Отечественной войне» (24 апреля 1970[2])

## Память
- На могиле установлен надгробный памятник
- 6 мая 2000 года присвоено звание почётный гражданин г. Железнодорожного.(Постановлением Главы города № 1058 от 6 мая 2000 г.)[24]